# 楼毅
楼毅（5世纪—497年），北魏大臣。代郡人。先世居漠北，世为酋帅，以部名贺楼为氏（后改楼氏），北魏勋臣八姓之一。三郎幢将楼安文之子。楼安文是广陵王楼伏连哥哥的孙子。
楼毅在朝中朝外历任官职，后来转任殿中尚书、散骑常侍，赐爵常山公，加安南将军。魏孝文帝时，官至尚书右仆射，因为擒获反人梁众保，加侍中。后例降为常山侯。出任持使节、镇东将军、定州刺史。后来转任凉州刺史、河州刺史。曾以迁都后公私乏生资，百姓多饥馑，劝谏孝文帝停止南征，被斥责。太和二十一年（497年），楼毅卒。赐钱二十万，布两百匹。